# Leonardo Piepoli
Leonardo Piepoli es un ciclista italiano nacido el 29 de septiembre de 1971 en la localidad de La Chaux-de-Fonds (Suiza) aunque su nacionalidad es italiana, al igual que toda su familia.
Leonardo Piepoli es un veterano corredor y excelente escalador, que debutó como profesional en el año 1995 en las filas del equipo Refin.
Tras lograr victorias de etapa tanto en el Giro de Italia como en la Vuelta a España, en la temporada 2008 (su última temporada como profesional) consiguió su primera victoria de etapa en el Tour de Francia, secundado por su compañero de equipo Cobo, y logrando además la tercera victoria de etapa del equipo, tras las dos logradas por Riccardo Riccò. No obstante, el positivo por CERA de Riccò, su compañero de equipo y habitación, ocasionó que el equipo Saunier Duval-Scott decidiera abandonar la ronda gala. Tras estos hechos, Piepoli fue expulsado del equipo debido a una "pérdida de confianza" y un "incumplimiento del código ético del equipo", según palabras de los dirigentes de la escuadra. Sin embargo, la razón de dicho despido se debió a que el ciclista había confesado a su director Joxean Fernández "Matxín" que él también se había dopado con el mismo producto que Riccò; sin embargo, su director no lo hizo público, y al no ser hallada la CERA en el análisis de orina, Piepoli negó públicamente haberse dopado y se negó a declarar ante el Comité Olímpico Italiano (CONI) el 31 de julio, cuando fue citado como testigo en el juicio de dicho organismo a su compañero Riccò. Pero gracias a una nueva técnica antiCERA, que permite detectar la CERA en la sangre, el 6 de octubre se hizo público que Piepoli había dado positivo por CERA en dos ocasiones en el Tour de Francia 2008, concretamente en las muestras sanguíneas que le fueron tomadas en Brest (antes del inicio de la carrera) y en la etapa con final en Toulouse (apenas dos días antes de su victoria en Hautacam). En estos momentos, se encuentra a la espera de posibles sanciones.

## Palmarés
| 1995 - Subida a Urkiola 1996 - 1 etapa del Giro del Trentino - 1 etapa de la Settimana Bergamasca 1998 - Trofeo Scalatore - 1 etapa de la Vuelta a Burgos 1999 - Vuelta a Galicia, más 1 etapa - Vuelta a Castilla y León, más 1 etapa - 1 etapa de la Vuelta a Burgos - Subida a Urkiola 2000 - 1 etapa del Critérium Internacional - Vuelta a Burgos, más 1 etapa - Vuelta a Aragón, más 1 etapa 2002 - Vuelta a Aragón, más 1 etapa - Vuelta a Asturias, más 1 etapa | 2003 - Vuelta a Aragón, más 1 etapa - Subida al Naranco - Subida a Urkiola 2004 - Subida a Urkiola - 1 etapa de la Vuelta a España 2005 - 1 etapa de la Volta a Catalunya 2006 - 2 etapas del Giro de Italia 2007 - 1 etapa del Giro de Italia, más clasificación de la montaña - 1 etapa de la Vuelta a España |

## Resultados en Grandes Vueltas y Campeonatos del Mundo
| Carrera         | Carrera         | 1995 | 1996 | 1997 | 1998 | 1999 | 2000 | 2001 | 2002 | 2003 | 2004 | 2005 | 2006 | 2007 | 2008 |
| --------------- | --------------- | ---- | ---- | ---- | ---- | ---- | ---- | ---- | ---- | ---- | ---- | ---- | ---- | ---- | ---- |
|                 | Giro de Italia  | Ab.  | 38.º | Ab.  | 16.º | Ab.  | 10.º | Ab.  | —    | —    | —    | —    | 11.º | 14.º | Ab.  |
|                 | Tour de Francia | —    | 17.º | —    | 14.º | —    | Ab.  | 44.º | —    | —    | —    | —    | —    | —    | Ab.  |
|                 | Vuelta a España | —    | —    | 26.º | —    | 8.º  | —    | —    | —    | 23.º | 27.º | 36.º | 13.º | Ab.  | —    |
| Mundial en Ruta | Mundial en Ruta | Ab.  | —    | —    | —    | —    | —    | —    | —    | —    | —    | —    | —    | —    | —    |

 —: No participa

Ab.: Abandona

## Equipos
- Ceramiche Refin (1995-1997)
- Saeco-Cannondale (1998)
- Banesto (1999-2003)
  - Banesto (1999-2000)
  - ibanesto.com (2001-2003)
- Saunier Duval (2004-2008)
  - Saunier Duval-Prodir (2004-2007)
  - Saunier Duval-Scott (01.2008-06.2008)
  - Scott-American Beef (07.2008-12.2008)